# Nogizaka Haruka no Himitsu
Nogizaka Haruka no Himitsu (乃木坂春香の秘密 lit. El secreto de Haruka Nogizaka?) es una serie de novelas ligeras japonesas, creada por Yūsaku Igarashi, con ilustraciones de Shaa. La serie comenzó su serialización originalmente en la revista de novelas ligeras Dengeki hp de MediaWorks, ahora descontinuada, el 18 de junio de 2004. 
La primera novela fue publicada en octubre de 2004 y, hasta enero de 2012, se han lanzado 15 volúmenes bajo el sello editorial Dengeki Bunko de ASCII Media Works.
Su adaptación al manga, ilustrada por Yasuhiro Miyama, se serializó en la revista Dengeki Moeoh, de ASCII Media Works, entre octubre de 2006 y agosto de 2010. Una adaptación al anime fue producida por Studio Barcelona y salió al aire entre julio y septiembre del 2008. Una segunda temporada del anime se emitió entre octubre y diciembre del 2009.
Además, se lanzó una novela visual para PlayStation 2 en Japón, en septiembre de 2008, y un segundo juego para la PlayStation Portable fue lanzado para su descarga digital en febrero de 2010.

## Argumento
La serie tiene lugar en la Academia Hakujō, un colegio privado japonés, y se centra en los estudiantes Yūto Ayase y Haruka Nogizaka. Mientras Yūto es un muchacho ordinario, Haruka es muy atractiva, inteligente y rica, además de ser la chica más inalcanzable de la escuela, idolatrada por sus compañeros hasta el punto de que la llaman por apodos como Nuit Étoile (en francés, 'La estrella de noche') o Lumière du Clavier ('Luz del piano'). Un día, por pedido de su amigo Nobunaga Asakura, Yūto va a la biblioteca de la institución a devolver un libro, y en el camino tropieza con Haruka. 
De este modo, descubre que esta es fanática del anime, manga y de la cultura otaku. Yūto se compromete a mantener su secreto y pasa a entablar una íntima amistad con Haruka.

## Personajes

### Principales
- Yūto Ayase (绫瀬裕 Ayase Yūto?)Seiyū: Wataru Hatano

Yūto es un estudiante corriente de segundo año de preparatoria que asiste a la Academia Hakujō, una escuela privada. Vive con sus padres y su hermana mayor, Ruko, aunque los primeros siempre están trabajando y generalmente se encuentran fuera de casa. Se comporta de manera brusca y, en general, prefiere que lo dejen solo. 
Tiene una motivación promedio para estudiar en la escuela. Un día, se encuentra con su compañera de clase Haruka en la biblioteca y descubre su secreto oculto: es una otaku que ama todo lo relacionado con el anime y el manga. Yūto acepta guardar el secreto y, con el tiempo, se vuelven más cercanos, lo que provoca envidia y celos en sus compañeros de clase. Aunque él y Haruka son cercanos, a veces cree que, al no ser adinerado, no puede ser oficialmente su novio.
- Haruka Nogizaka (乃木坂春香 Nogizaka Haruka?) Seiyū: Mamiko Noto

Haruka es compañera de clase de Yūto. Debido a su belleza e inteligencia, es idolatrada en la escuela y considerada la chica más inalcanzable, conocida incluso por los apodos franceses Nuit Étoile (La Estrella de la Noche) y Lumière du Clavier (La Luz del Piano). Es hábil tocando el piano y ha ganado competiciones internacionales. 
Tiene una personalidad gentil y es despistada natural y bastante torpe. Su secreto más profundo es que es una otaku y ama el anime y el manga. En la secundaria, su secreto fue descubierto y fue rechazada por ello, incluso por sus mejores amigas. Esta experiencia la llevó a volverse introvertida mientras mantenía una apariencia externa de felicidad. Se cambió de escuela y ocultó su afición cuando ingresó a la preparatoria.
Cuando Yūto descubre el secreto, Haruka se siente aliviada de que él no lo divulgue ni la moleste por ello, y a lo largo de la serie desarrolla sentimientos románticos por él. Proviene de una familia rica y de una crianza privilegiada, por lo que su interés en la subcultura otaku es menospreciado debido a su estatus en la sociedad, lo que representa otra razón para mantenerlo en secreto.
Su interés por la cultura otaku surge de un encuentro que tuvo años atrás: tras ser reprendida por su padre, Haruka huyó a un parque, donde un niño le regaló un ejemplar del primer número de Innocent Smile, lo que la animó (más tarde se revela que ese niño era Yūto, quien estaba ayudando a Nobunaga a llevar a casa sus compras de mercancía otaku). Aunque es talentosa en varias áreas, no sabe dibujar bien, pero no se da cuenta de ello porque está demasiado orgullosa de sus dibujos como para que alguien se atreva a decírselo directamente.

### Estudiantes
- Nobunaga Asakura (朝仓信 Asakura Nobunaga ?)

Seiyū: Reiko Takagi
Nobunaga es el amigo de la infancia de Yūto que asiste a la misma escuela, aunque es de la clase de al lado. Él tiene un corazón abierto y alegre personalidad, obtiene buenas notas, y es considerado un bishōnen por las alumnas. Sin embargo, es un otaku extremista y está familiarizado con el diseño de Akihabara. Siempre ha sabido lo que está pasando entre Yūto y Haruka.
- Yukari Kamishiro (上代由香 Kamishiro Yukari?)

Seiyū: Miyu Matsuki
Yukari es la sub-tutora de la clase de Yūto y una vieja amiga de su hermana, Ruko. Como consecuencia, pasa mucho tiempo en la casa de los Ayase, a menudo borracha y complicando la vida doméstica de Yūto. Él se refiere a ella como la "maestra del acoso sexual". Siempre está sonriendo y disfruta molestando a los que causan problemas. En la escuela, está a cargo de enseñar música. 
Tiene veintitrés años, aunque se describe a sí misma como "eternamente de diecisiete", y está soltera, pero siempre en busca de un novio. Existe la posibilidad de que sea la maestra de la que se rumorea que se graduó en esta misma escuela y es famosa en el mundo de la música como la Intérprete del Atardecer.
- Shiina Amamiya (天宫椎 Amamiya Shiina?)

Seiyū: Rina Satō
Shiina es una chica que participó en el Concurso de Piano de Londres con Haruka, Shiina ocupó el segundo lugar después de Haruka, que ocupó el primer lugar. Se transfiere a la clase de Yūto en la escuela. Sus aficiones son tocar el piano y el arte marcial de naginatajutsu. 
Ella siempre tiene una personalidad positiva, alegre y sociable. Esto hace que su transición como estudiante de transferencia sea muy fácil. Ella solía vivir en Otaru, Hokkaido, Japón, aunque no habla mucho de esos días. Está enamorada de Yūto, y constantemente se le queda viendo.
- Toka Tennōji (天王寺冬 Tennōji Toka?)

Seiyū: Rie Kugimiya
Toka es un estudiante de primer año en la escuela de Yūto. Es conocida por el apodo de La princesa de hielo en la escuela debido a su personalidad dominante y arrogante. Viene de una familia cuya riqueza podría rivalizar con la de la familia de Haruka. Yūto trabajó como su mayordomo personal durante una semana antes de Navidad para ganar dinero y poder regalarle a Haruka un regalo de Navidad.
- Mai Asahina (朝比奈 Asahina Mai?)

Seiyū: Aki Toyosaki
Mai es una chica de la clase de Yūto. Ella por lo general tiene una personalidad tranquila y tiene estrecha amistad con Shiina y Ryōko.
- Ryōko Sawamura (泽村良 Sawamura Ryōko?)

Seiyū: Eri Kitamura
Ryoko es una amiga y compañera cercana de Shiina y Mai, y se ve a menudo con ellas. A diferencia de Mai, ella es bastante ruidosa e hiperactiva. A menudo se refiere a Shiina como "Shiina-cchi" y Yūto como "Ayase-cchi". Ella se da cuenta de que Shiina siente algo por Yūto, así que ella la anima a intentarlo, tal vez ajena al hecho de que Yūto está saliendo con Haruka.
- Nagai, Takenami y Ogawa (永井·竹浪·小川?)

Seiyū: Eiji Miyashita (Nagai), Hiroki Yasumoto (Takenami), Jun Osuka (Ogawa)
Nagai, Takenami y Ogawa son un grupo de estudiantes varones en la clase de Yūto. Todos se refieren a ellos como los "tres idiotas" porque siempre entran en discusiones tontas. Siempre desean lo mismo cada Año Nuevo y reciben la misma mala suer
- Setsuna Yatsusaki (八咲 せつな Yatsusaki Setsuna?)

Seiyū: Kana Hanazawa (novela visual)
Setsuna es una niña en la clase de Yūto, que se conoce como Hachikō. Ella es bastante torpe. Ella ha sido vista por Yūto con Keiji en Akihabara y en Comiket. Como Keiji, ella originalmente viene del manga Kyōhaku Dog's. No aparece en el anime pero sí en la novela visual.
- Setsuna Yatsusaki (八咲 せつな Yatsusaki Setsuna?)

Seiyū: Kana Hanazawa (novela visual)
Setsuna es una niña en la clase de Yūto, que se conoce como Hachikō. Ella es bastante torpe. Ella ha sido vista por Yūto con Keiji en Akihabara y en Comiket. Como Keiji, ella originalmente viene del manga Kyōhaku Dog's. No aparece en el anime pero sí en la novela visual.
- Mahiro Asakura (朝仓真 Asakura Mahiro?)

Mahiro es la hermana menor de Nobunaga. Su hermano la describe como una persona desesperada, sin sentido de la orientación. Ella define a Nobunaga como un hermano idiota, aunque Yūto sí le gusta. Sin embargo, no le gusta que su hermano sea un otaku. No aparece en el anime.

### Familia Ayase
- Ruko Ayase (綾瀬  Ayase Ruko?)

Seiyū: Hitomi Nabatame
Ruko es la hermana mayor de Yūto. Trabaja como secretaria privada para un presidente de una compañía y es experta en kárate. Es muy trabajadora, a pesar de que bebe mucho en casa y es incapaz de hacer algún trabajo doméstico, por lo que Yūto se hace cargo de todas las tareas. Ella, por lo general, tiene una actitud áspera y a menudo habla de una manera brutal.

### Familia Nogizaka
- Mika Nogizaka (乃木坂美 Nogizaka Mika?)

Seiyū: Mai Gotō
Mika es la hermana menor de Haruka y está en su segundo año de secundaria. Sus hobbies son tocar el violín, jugar al squash, el cuidado de los cerdos salvajes y espiar a su hermana y a Yūto. Tiene una personalidad que es exactamente lo contrario de su hermana, la cual es bastante ingenua. Ella disfruta de la compañía de Yūto y a menudo lo llama "Onii-san" (una palabra de cariño que significa hermano, cuñado, o una figura masculina -como el hermano-). Cuando Haruka está con Yūto, a Mika le gusta burlarse de ellos. En contraste con su hermana mayor, Mika es muy estable. Incluso a su corta edad, tiene más conocimientos sobre el sexo que Haruka. Mika muestra un cierto interés en Yūto después de un tiempo. Ella es también como un ídolo, como su hermana, en la escuela se le conoce con el nombre de Moonlight Strawberry.
- Gento Nogizaka (乃木坂玄 Nogizaka Gento?)

Seiyū: Fumihiko Tachiki
Gento es el padre Haruka y de Mika. Su apellido es adoptado de la familia de su esposa. Las apariencias engañan y él es un buen ejemplo: debajo de esa fachada que dice odiar a Yūto, él es un padre amoroso, que adora a sus hijas y quiere lo mejor para ellas. Incluso compró una isla entera para el cumpleaños de Haruka. Él está en contra de que Haruka esté con Yūto (y a menudo saca su espada cuando sospecha que Yūto está "haciendo algo sospechoso" con Haruka), aunque a él no le importa tener a Yūto cuando está solo. Dirige a la unidad paramilitar de la fuerza de ataque familiar conocida como The Hell Hounds (Los perros del infierno).
- Akiho Nogizaka (乃木坂秋 Nogizaka Akiho?)

Seiyū: Aya Hisakawa
Akiho es la madre de Mika y Haruka. A pesar de haber dado a luz dos veces, ella se ve joven y bella, tan joven y de aspecto hermoso que Yūto inicialmente pensó que era la hermana mayor de Haruka la primera vez que la conoció. Ella es directora de una escuela de cocina y tiene una actitud tranquila e intelectual, pero tiene  fuerza para vencer a su marido. De hecho, es mencionada por Mika como "el arma definitiva de la casa Nogizaka". En contraste con su marido, ella piensa que es bueno que Haruka y Yūto pasen tiempo juntos y le gusta ver el desarrollo de su relación al espiarlos también. Sin embargo, ella es muy estricta en que Haruka mantenga sus estudios.
Oki Nogizaka (乃木坂秋 Nogizaka Oki?)
Seiyū: Rokuro Naya
Oki es el abuelo materno de Haruka y de Mika. Tiene una personalidad sociable y es un anciano de buen corazón. A pesar de que se retiró de su posición original como el presidente de la organización de Nogizaka y se convirtió en el consejero, sigue siendo un hombre muy poderoso en el mundo económico y político. Si él quiere, todos los grandes líderes del mundo podrían reunirse en un solo lugar para una conferencia de alto nivel.

### Criadas de la familia Nogizaka
La familia Nogizaka tiene un equipo de sirvientas que sigue un sistema de clasificación. Por alguna razón no especificada, el segundo puesto no existe.
- Hazuki Sakurazaka (桜坂叶 Sakurazaka Hazuki?)

Seiyū: Kaori Shimizu
Hazuki es la criada-jefe de la familia Nogizaka. Ella se ocupa principalmente del cuidado de Haruka y Mika, en particular de Haruka, actuando como su hermana mayor. Hazuki suele ser muy reservada e inexpresiva. Adora las cosas lindas y hasta tiene una colección de muñecos de peluche. A menudo aparece de la nada con una motosierra, su arma defensiva preferida.
- Nanami Nanashiro (七城那 Nanashiro Nanami?)

Seiyū: Kana Ueda
Nanami es la criada número 3 en la jerarquía de la familia Nogizaka, y por lo general ayuda a Hazuki con su trabajo, pero es más común encontrarla ayudando a Mika en sus espionajes. Tiene una personalidad amable y sonríe mucho, aunque a veces habla más de la cuenta. Suele llevar gafas de sol y, al igual que Hazuki, a menudo aparece de la nada, con un gran martillo que se parece a un ablandador de carne como arma defensiva. Tiene la costumbre de conducir muy rápido, pero Haruka dice que es una gran conductora cuando uno tiene prisa.
- Minamo Kusumoto (七城那 Kusumoto Minamo?)

Seiyū: Kaoru Mizuhara
Minamo es la cuarta sirvienta de más alto rango de la familia Nogizaka y encargada de las finanzas, derecho y relaciones públicas. Ella es muy tranquila y refinada en el comportamiento, haciendo así que la traten con atención y respeto. Ella es prácticamente la segunda criada al mando y se convertiría en la criada-jefe en caso de que algo le sucediera a Hazuki.
- María Yukinohara (雪野原鞠 Yukinohara María?)
- Seiyū: Megumi Takamoto

María es la sirvienta número 5 del alto rango de la familia Nogizaka. Ella hace el trabajo alrededor de la casa, aunque su principal tarea es encargarse del tratamiento médico de la familia.
- Koayu Nagikawa (凪川小 Nagikawa Koayu?)

Seiyū: Hiromi Igarashi
Koayu es la sexta criada del alto rango de la familia Nogizaka y es la jefa de cocina. Ella es muy tímida, y no aparece a menudo.
Ayame Rokujo (凪川小 Rokujo Ayame?), Sara Rokujo (六条 Rokujo Sara ?), Juri Rokujo (六条树 Rokujo Juri?)
Seiyū: Satomi Moriya (Ayame), Momoko Ishikawa (Sara), Sayuri Yahagi (Juri)
Ayame, Sara, y Juri son tres hermanas que son igualmente clasificadas como la séptima criada de la familia Nogizaka. Ellas son las chóferes de la familia. La hermana mayor, Ayame, conduce un avión de pasajeros. Sara, la del medio, es muy rápida al pilotar su avión, conducir su limusina o su jet. Juri, la hermana menor, también sabe pilotar un avión.
Rein Alistia (アリスティ Arisutia Rein?)
Seiyū: Rie Kugimiya
Alistia, también conocida como Alicia, es la criada número ocho del más alto rango de la familia Nogizaka y está a cargo de la seguridad VIP y sabotaje. Ella es una rubia caucásica. Rara vez habla en la novela, normalmente conversa con otros a través de una serie de gestos y sacude la cabeza para expresar sus significados, mientras pronuncia "koku".
Rio Munakata (宗像理 Munakata Rio ?)
Seiyū: Yuka Iguchi
Rio es la novena sirvienta del rango más alto de la familia Nogizaka y es la responsable del departamento de química.
Iwai Hinasaki (雏咲 Hinasaki Iwai?)
Seiyū: Yōko Hikasa
Iwai es la décima criada de la familia Nogizaka y encargada de las festividades. Ella también trabaja como una miko.

### Otros
- Milan Himemiya (姫宮 みらん Himemiya Miran?)

Seiyū: Hitomi Nabatame
Milan es una ídolo popular. Sus carteles y promociones para su canción (que es el tema del opening de la primera temporada del anime) se ven en el Comiket y en los lugares alrededor de Akihabara. Ella también está trabajando en el anime Las Chicas Nocturnas del Club de Lacrosse como una actriz de voz. Yūto se convirtió en su representante aún sabiendo que Milan ya tenía uno, que estaba en la parte opuesta de Japón. Milan avisa a Yūto de los verdaderos planes que tiene Yayoi para Haruka.
- Yayoi Kayahara (茅原弥 Kayahara Yayoin?)

Seiyū: Yōko Hikasa
Yayoi es una agente de talento, jefa de Milan y organizadora de una audición para ídolos a la que Haruka fue invitada a participar. En realidad Yayoi quiere convertir a Haruka en una ídolo por todos los medios necesarios (tanto la audición para ídolos como las pruebas siguientes son falsas, en realidad son un señuelo para atraer a Haruka). Haruka desconoce completamente lo que Yayoi tiene planeado.
- Shute Sutherland (シュート・サザーランド Shūto Sazaarando?)

Seiyū: Junji Majima
Shute es el hijo de una familia rica que está haciendo negocios con la familia Nogizaka. Él es un joven arrogante que, a diferencia de su padre, menosprecia a la gente común. A menudo su arrogancia lo conduce a problemas que terminan humillándolo. Durante el cumpleaños de Haruka, él intimida a Yūto y se jacta de sus regalos multimillonarios mientras menosprecia el regalo de Yūto. Sin embargo, termina humillado cuando agarra a Ōki Nogizaka por el cuello de su camisa (sin saber quién es), y su padre le exige que se disculpe con él y con Yūto frente a la distinguida multitud (Haruka lo ignoró de todos modos—solo lo había saludado por cortesía). Luego es degradado por su padre a trabajar como mayordomo "para que así aprendiera el valor de la humildad", pero el esfuerzo es en vano.

## Media

### Novelas ligeras
Nogizaka Haruka No Himitsu comenzó como una serie de novelas ligeras escritas por Yūsaku Igarashi e ilustradas por Shaa. La serie empezó a serializarse originalmente en la ahora desaparecida revista de novelas ligeras Dengeki hp de MediaWorks con el lanzamiento del volumen 30 el 18 de junio de 2004. Un segundo capítulo se publicó en el volumen 31 de la misma revista el 21 de agosto del mismo año. Menos de dos meses después, el 10 de octubre, se publicó el primer volumen encuadernado de la serie por ASCII Media Works bajo su sello editorial Dengeki Bunko, y hasta enero de 2012, se han publicado 15 volúmenes. El volumen final se lanzó el 10 de julio de 2012. También se han publicado capítulos adicionales en los volúmenes 34, 35, 41 y 47 de Dengeki hp. El Mainichi Shimbun informó que, hasta enero de 2008, se han vendido más de 700,000 copias de los primeros siete volúmenes.

### Manga
El manga fue serializado en la revista Dengeki Moeoh de manga entre octubre de 2006 y agosto del 2010.  El manga tiene su historia en las novelas ligeras que le precedieron, y está ilustrado por Yasuhiro Miyama.  Cuatro publicaciones independientes en volúmenes se vendieron en ASCII Media Works, de Dengeki Comics, impresos entre noviembre de 2007 hasta noviembre de 2010

### Audio drama
Un radio-drama de cuatro episodios que primero fue presentada en 27 de octubre de 2007 fue presentada en el programa de radio Dengeki Taishō, de ASCII Media Works.  Un CD drama de una hora de duración que contaba la historia desde el segundo episodio de la emisión de radio fue lanzado el 10 de enero de 2008. Las voces de ambos dramas eran los mismos, y fueron las que se emplearon para el anime.

### Anime
Nogizaka Haruka No Himitsu fue adaptado en 12 episodios de anime, y fue transmitido en Japón entre el 3 de julio y el 25 de septiembre de 2008 en la red de difusión Chiba TV.  El anime fue producido por Studio Barcelona y dirigido por Munenori Nawa. «Nogizaka Haruka no Himitsu cast and staff list» (en japonés). ASCII Media Works. Consultado el 5 de febrero de 2009. Seis volúmenes de compilación en DVD fueron lanzados por Geneon Entertainment entre el 26 de septiembre de 2008 y el 27 de febrero de 2009. Un Blu-ray disc conjunto de la serie se lanzó en Japón el 26 de septiembre de 2009.
El tema de apertura,"Tomadoi Bitter Tune" (とまどいビターチューン?), fue realizado por Miran Himemiya y los Chocolate Rockers. El tema de cierre, "Hitosashiyubi Quiet!" (ひとさしゆびクワイエット!?), realizada por Kana Ueda, Goto Mai, Rina Sato, Kaori Shimizu y Noto Mamiko, las diversas actrices de voz seiyu para los personajes principales del anime conocidos colectivamente como "Los N".
Una segunda temporada titulada Nogizaka Haruka no Himitsu: Purezza (乃木坂春香の秘密 ぴゅあれっつぁ♪ Nogizaka Haruka no Himitsu: Pyuaretsa?) fue anunciada en un folleto incluido en el volumen 10 de la novela ligera Spice and Wolf. Esta serie fue dirigida de nuevo por Munenori Nawa y producido por Studio Barcelona bajo el nombre Diomedea. La segunda temporada salió al aire con 12 episodios del 6 de octubre al 22 de diciembre de 2009 en Japón. El tema de apertura es "Chōhatsu Cherry Heart" (挑発?) Miran Himemiya y los Chocolate Rockers. El tema de cierre es "Himitsu Suishō! Uru to Love" (秘密推奨！うるとLOVE?) por "The N's" (Kana Ueda, Mai Goto, Rina Satō, Kaori Shimizu y Mamiko Noto).
El anime finaliza con 4 OVAs que fueron lanzadas entre el 20 de agosto y el 25 de noviembre en el 2012, bajo el nombre de Nogizaka Haruka no Himitsu: Finale.

### Novelas visuales
Una novela visual basada en la serie para la PlayStation 2 desarrollado por Vridge fue publicada por ASCII Media Works el 25 de septiembre de 2008 en Japón titulado Nogizaka Haruka No Himitsu: cosplay Hajimemashita (乃木坂春香の秘密こすぷれ,はじめました♥? ). Un segundo juego, también desarrollado por Vridge y publicado por ASCII Media Works, se titula Nogizaka Haruka No Himitsu: Dōjinshi Hajimemashita (乃木坂春香の秘密同人誌はじめました♥? ) y fue lanzado originalmente en cinco partes para la consola PlayStation Portable. La versión Universal Media Disc del juego se puso a la venta el 28 de octubre de 2010.